# Zrakoplov
Zrakoplov je svaka naprava koja se održava u atmosferi zbog reakcije zraka, osim reakcije zraka u odnosu na Zemljinu površinu (definicija prema Zakonu o zračnom prometu Republike Hrvatske). Po toj definiciji u zrakoplove ne spadaju svemirske letjelice, niti lebdjelice na zračnom jastuku (hoverkrafti).

## Vrste zrakoplova
Prema osnovama na kojima se zasniva moć letenja tj. održavanja u zraku, zrakoplovi se dijele na dvije vrste:
- zrakoplovi lakši od zraka (statički leteći strojevi) ili aerostati
- zrakoplovi teži od zraka (dinamički leteći strojevi) ili aerodini.

### Zrakoplovi lakši od zraka
Zrakoplovi lakši od zraka osiguravaju uzgon na Arhimedovom načelu, jer im je gustoća manja od gustoće okolnog zraka kojeg takav zrakoplov istiskuje. Ovi zrakoplovi su poznati i pod imenom baloni.
Prvi zrakoplov lakši od zraka bio je balon pun toplog zraka koji su sagradili braća Montgolfier i uspio je 15. listopada 1783. letjeti nešto više od 4 minute. Takvim balonom nije se moglo letjeti u smjeru po želji posade i putnika, nego se kretao nošen vjetrom.
Veliki preokret napravio je David Schwarz iz Zagreba koji je napravio prvi upravljivi zračni balon metalne konstrukcije. U njegovu čast izdana je i posebna medalja. No zasluge su nezasluženo pripale njemačkom grofu Zeppelinu koji je projekt otkupio od Schwarzove udovice te konstruirao prototip 1897. godine. Za upravljive balone tako možemo često čuti imena „cepelin“ ili „dirižabl“ (od francuskog dirigeable, upravljiv). Schwarz je tijekom projektiranja radio i na materijalima, čime je otvorio put otkriću lagane i čvrste legure aluminija, poznate pod imenima dural, duraluminij, ili Schwartzov aluminij, koja je i danas vrlo popularan materijal za izradu zrakoplova.

### Zrakoplovi teži od zraka
U ovu skupinu spadaju svi zrakoplovi čija je težina veća od težine istisnutog zraka i lete na osnovi postojanja aerodinamičke noseće sile uzgona koja se suprotstavlja djelovanju vlastite težine letjelice. Zrakoplovi teži od zraka ostvaruju uzgon tako da se dio zrakoplova posebnog oblika, krilo, kreće kroz zrak čime proizvodi aerodinamičku silu, čija jedna komponenta je usmjerena uvis.

#### Zrakoplovi s pokretnim krilima
Krila zrakoplova mogu biti pokretna, tako da se vrte oko osi, i tada se nazivaju krakovi, a čitav sklop takvih krila i zajedničke osovine se naziva rotor. Zrakoplovi s ovakvim konstrukcijskim rješenjem su helikopteri i autožiri. Bitno svojstvo koje helikopter ostvaruje upotrebom pogoǌenog rotora je mogućnost lebdenja u mjestu, poput balona, a uz odgovarajući sustav upravljanja može se kretati u svim smjerovima.

#### Zrakoplovi s nepokretnim krilom
Ako su krila zrakoplova nepomična, recimo spojena na trup, tada se cijeli zrakoplov mora gibati kroz zrak da bi mu krila mogla ostvariti potreban uzgon. Ako nemaju motor, radi se o zračnim jedrilicama, a ako su pokretani vlastitim motorom, takvi se zrakoplovi nazivaju avionima.
Da bi takav zrakoplov mogao poletjeti, on već na zemlji mora postići dovoljnu brzinu kretanja kroz zrak, te mu je potreban aerodrom s dovoljno dugačkom uzletno-sletnom stazom („pistom“).

## Pogon zrakoplova
Za pogon zrakoplova se tipično koriste motori s unutarnjim izgaranjem. Izuzetno se koristi i električni pogon na zrakoplovnim modelima i nekim pokusnim zrakoplovima bez posade.
Klipni motori su bili prvo korišteni za pogon zrakoplova, a i danas su se zadržali na mnogim manjim i sportskim zrakoplovima. Kao pogonsko gorivo obično koriste benzin, ali se u zadnje vrijeme pojavljuju u primjeni i dieselski motori. U oba slučaja kisik se uzima iz zraka u kojem se nalazi zrakoplov. Nedostatak klipnih motora je da s visinom, kako opada gustoća zraka, opada i snaga motora.
Mlazni i turbinski motori su se pojavili tijekom Drugog svjetskog rata. Načelno su ta dva motora ista, razlikuju se optimiranju izlaznog dijela. Mlazni motor kinetičku energiju vrelog plina najvećim dijelom pretvara u brzinu plina kojeg zatim ispušta kroz mlaznik i prema Newtonovom zakonu akcije i reakcije proizvodi potisnu silu prema naprijed. Turbinski motor većinu energije plina pretvara na izlaznoj turbini u mehaničku energiju (okretanje vratila) koja se zatim koristi na primjer za okretanje pogonskog propelera (kod turbo-prop aviona) ili rotora helikoptera. Ovaj pogon je popularniji od običnog mlaznog motora, jer je plinska turbina efikasnija nego kod mlaznog motora. Budući da i propeleri imaju ograničenja, postoji i kombinirani („turbo-ventilatorski”) pogon gdje je propeler zamijenjen impelerom, odnosno ventlatorom s mnogobrojnim krilcima smještenog u kratku cijev. Taj pogon koriste suvremeni veliki putnički avioni. 
Raketni motor je poseba vrsta mlaznog motora koji zrak ne usisava iz atmosfere, nego kisik dobiva iz posebnog spremnika. Ovi motori odlikuju se vrlo visokim omjerom snage i mase, ali kako osim goriva moraju nositi i masu kisika (ili zamjenskog kemijskog spoja), rijetko se koriste u zrakoplovima. Svoju primjenu nalaze na raketama i svemirskim letjelicama

## Dimenzije zrakoplova
Osnovne dimenzije zrakoplova koje se navode prilikom njegovog opisa su njegova dužina, visina, raspon krila i površina krila. Dužina (3) se mjeri od nosa zrakoplova do najisturenijeg dijela repnih površina. Visina (2) se mjeri od tla do najvišeg dijela zrakoplova, ovisno o izvedbi to može biti okomiti ili vodoravni stabilizator. Raspon (1)  (razmah krila) (Eng.Wing span) je dužina koja spaja vrhove lijevog i desnog krila. Kod aviona s promjenjivom geometrijom krila raspon nije stalna veličina. Površina krila ({\displaystyle m^{2}}) podrazumijeva ukupnu površinu lijevog i desnog krila, a za pojedino krilo je jednaka umnošku razmaha (udaljenosti vrha krila od trupa) krila s prosječnom širinom krila.

## Vanjske poveznice
|  | Zajednički poslužitelj ima stranicu o temi Zrakoplov                       |
|  | Wječnik ima rječničku natuknicu zrakoplov                                  |
|  | Wikiknjige imaju gradivo o temi Knjiga pojmova u zrakoplovstvu/A/Zrakoplov |

- Zračne letjelice Hrvatska tehnička enciklopedija, portal hrvatske tehničke baštine. LZMK

- Zrakoplov Hrvatska tehnička enciklopedija, portal hrvatske tehničke baštine. LZMK

- Zrakoplovna tehnika Hrvatska tehnička enciklopedija, portal hrvatske tehničke baštine. LZMK

- Zrakoplovstvo Hrvatska tehnička enciklopedija, portal hrvatske tehničke baštine. LZMK